# Cervià de les Garrigues
Cervià de les Garrigues è un comune spagnolo di 855 abitanti situato nella comunità autonoma della Catalogna.